# Richard Durand
Richard Durand, właśc. Richard van Schooneveld (ur. 5 kwietnia 1976) – holenderski DJ i producent. Tworzy głównie w klimatach trance, techno i electro.

## Życiorys
Od młodości interesował się muzyką. Uczył się grać na fortepianie. W roku 1997 wystąpił po raz pierwszy na żywo pod pseudonimem G-Spott. Od tamtej pory często pracował razem z DJ Jose, z którym nagrał kilka albumów. Od 2003 G-Spott grywał na żywo przed setami popularnych DJ-ów. Na swoim koncie ma występy na takich festiwalach jak Mysteryland, Trance Energy, Dance Valley i Pleasure Island.
W 2005 światło dzienne ujrzał utwór Make Me Scream sygnowany pseudonimem Richard Durand. Przez kilka następnych lat jego własne produkcje nie odnosiły zbyt wielkich sukcesów. Znacznie większą popularnością cieszyły się jego remixy dla utworów takich artystów jak Armin van Buuren, Fragma, Audio Bullys czy Snow Patrol. Dzięki zremiksowaniu utworów Lethal Industry i Flight 643 DJ-a Tiësto Richard stał się bardziej popularny poza granicami Holandii. W 2007 otrzymał od Tiësto tytuł Tip For The Top.
Jest rezydentem klubu Judgement Sundays na Ibizie. Jego utwory grają tacy artyści jak Paul van Dyk, Ferry Corsten, Judge Jules czy Eddie Halliwell.

## Dyskografia

### Albumy
- 2001: N-R-G
- 2009: Always The Sun
- 2011: Wide Awake
- 2012: Versus The World
- 2018: The Air We Breathe

### Single
- 2003: No Comment (jako G-Spott)
- 2005: Human Rights (jako G-Spott)
- 2005: Make Me Scream
- 2005: Sadness (jako G-Spott)
- 2006: Sunhump 2006
- 2006: Slipping Away
- 2007: Inside My Brain
- 2007: Any Time
- 2007: Richolet/Red Alert/Shocking
- 2007: Sweep and Repeat
- 2007: Submerge
- 2008: Ledged Up
- 2008: Weep (vs. Skunk Anansie)
- 2009: Into Something
- 2009: Always The Sun (feat. Simon)
- 2009: No Way Home (feat. Simon)
- 2010: Xelerate
- 2010: N.Y.C. (feat. Jes)
- 2010: Dryland
- 2011: Wide Awake (feat. Ellie Lawson)
- 2011: Explode (feat. Kash)
- 2011: Run To You (feat. Hadley)
- 2013: Running On Empty (& Neev Kennedy)
- 2013: Radical
- 2013: Trancematic
- 2013: Super Dad
- 2013: Destination Prague (Trancefusion 2013 Anthem)
- 2013: L.A. Rock!
- 2014: Morning Light
- 2014: Sambuca
- 2014: Shield Of Faith (& Cynthia Hall)
- 2014: Blast
- 2014: In Your Hands (& Fisher)
- 2018: The Air I Breahte
- 2019: Vortex (feat. Marco V)

### Remixy
- a-ha – The Sun Always Shines on TV
- Armin van Buuren feat. Sharon den Adel – In and Out of Love
- Art Of Trance – Madagascar
- Audio Bullys – We Don’t Care
- Da Hool – Meet Her At The Love Parade
- Fragma – Toca’s Miracle 2008
- Marco V – Simulated
- Mike Koglin & Marc Vedo – Dirty Monster
- Niels van Gogh – Pulverturm
- Skunk Anansie – Brazen
- Snow Patrol – Chasing Cars
- Svenson – Sunlight Theory
- The Prodigy – Smack My Bitch Up
- Tiësto – Flight 643/Lethal Industry
- Tiësto feat. BT – Break My Fall
- Underworld – Born Slippy
- Veracocha – Carte Blanche
- Way Out West – The Fall